# Lithurgus bitorulosus
Lithurgus bitorulosus är en biart som först beskrevs av Roy R. Snelling 1986.  Lithurgus bitorulosus ingår i släktet Lithurgus och familjen buksamlarbin. Inga underarter finns listade i Catalogue of Life.